# Ángel Suquía Goicoechea
Ángel Suquía Goicoechea (Zaldibia, (Guipúscoa, 2 d'octubre de 1916 - Sant Sebastià, 13 de juliol de 2006) va ser un sacerdot espanyol, cardenal i arquebisbe de Madrid, diòcesi en la qual va mantenir el càrrec com a emèrit. Doctor en Teologia, va arribar a ser president de la conferència episcopal.

## Biografia
Va ingressar als dotze anys en el seminari de Vitòria, on va estudiar Humanitats, Filosofia i Teologia. Durant el període de la República i la Guerra Civil espanyola va haver d'interrompre els seus estudis i servir com a soldat. El seu treball en l'Exèrcit va consistir principalment a fer classes als seus companys soldats, molts d'ells analfabets. De juliol a setembre de 1939 va cursar estudis superiors de Litúrgia a Laach (Alemanya), d'on va haver de tornar en esclatar la Segona Guerra Mundial.
Es va ordenar sacerdot el 7 de juliol de 1940. Amb vint-i-quatre anys va iniciar el seu sacerdoci en tres pobles d'Àlaba encarregant-se principalment dels joves, als quals va impartir exercicis espirituals durant sis anys. De 1946 a 1949 va estudiar en la Universitat Gregoriana de Roma, becat pel Ministeri d'Afers exteriors, on es va doctorar en Sagrada Teologia amb la seva tesi "La Santa Misa en la espiritualidad de San Ignacio de Loyola", mereixent la màxima qualificació.
El 16 de juliol de 1966 va ser consagrat bisbe d'Almeria i, després, el 28 de novembre de 1969, va ser nomenat bisbe de Màlaga, on va entrar el 25 de gener de 1970. El 23 de juny de 1973 va fer la seva entrada en l'arxidiòcesi de Santiago de Compostel·la, i a l'octubre del mateix any va ser nomenat conseller d'Estat. El 12 d'abril de 1983 va ser traslladat a l'arxidiòcesi de Madrid-Alcalá, on va substituir al cardenal Vicent Enrique i Tarancón.
Els fets més destacats de la seva acció pastoral a Madrid van ser el nomenament de tres nous bisbes auxiliars, la renovació del Consell Episcopal, l'impuls a diferents institucions i associacions eclesials, dedicació especial al seminari i la creació del Patronat de l'Almudena. A més, des de juny de 1983 va exercir com a gran canceller de la Universitat Pontifícia de Salamanca, càrrec en el qual va romandre fins al 28 de novembre de 1990, quan fou substituït per Fernando Sebastián Aguilar.
El Papa Joan Pau II el va nomenar cardenal de l'Església en el consistori del 25 de maig de 1985. És membre des d'octubre de 1983 de les Congregacions per a l'Educació Catòlica, i de la Congregació per als Bisbes des de desembre del mateix any, així com del Consell d'Assumptes Públics de l'Església, des d'octubre de 1985. Va ser l'únic espanyol convidat per Joan Pau II per assistir el 1986 al Sínode dels bisbes commemoratiu del vintè aniversari del Concili Vaticà II.
Va resultar elegit president de la Conferència Episcopal Espanyola per majoria simple el 24 de febrer de 1987, càrrec que va ocupar fins a 1993, en què va ser substituït per Elías Yanes Álvarez, arquebisbe de Saragossa.
Acadèmic de la Reial Acadèmia de la Història des de 1986, el 16 d'octubre de 1988 va llegir el seu discurs d'ingrés com a membre de número, titulat "Un maestro y un alumno de Alcalá: Pedro Sánchez Ciruelo e Iñigo de Loyola (1526-1528)". El 28 de juliol de 1994, el Papa Joan Pau II va acceptar la renúncia d'Ángel Suquía com a arquebisbe de Madrid-Alcalá. Se'n va anar establint un rècord, ja que va romandre 33 mesos com a arquebisbe dimissionari, després que presentés la seva renúncia el 2 d'octubre de 1991 després de complir els 75 anys, edat de jubilació establerta per Pau VI. Va ser substituït pel fins llavors arquebisbe de Santiago de Compostel·la, Antonio María Rouco Varela.
La seva llengua materna era la basca però dominava àmpliament gallec, alemany, francès i italià. Va morir en Sant Sebastià el 13 de juliol de 2006 i va ser enterrat en la Catedral de l'Almudena de Madrid, convertint-se així en la segona persona enterrada en la Catedral de l'Almudena, després de Maria de la Mercè d'Orleans, reina consort d'Espanya, esposa d'Alfons XII d'Espanya

## Obres publicades
- El cristiano ante una sociedad conflictiva. Edit. Palabra. Madrid, 2002. ISBN 84-7118-796-5
- Seguir a Cristo hoy: discursos y conferencias. Encuentro, D.L. Madrid, 1992. ISBN 84-7490-294-0
- Juan Pablo II y el hombre. Editorial Católica. Madrid, 1979. ISBN 84-220-0920-X